# Oxycholesterol
Oxycholesterol, nebo také 5,6-epoxycholesterol je jednou z forem oxidovaného cholesterolu, který hraje úlohu při ateroskleróze. Oxycholesterol není běžně obsažen v žádné potravině, ale dochází k jeho laboratorní výrobě. Nejčastěji však vzniká při reakci mastných kyselin ve formě tuků a olejů s kyslíkem za přítomnosti vysokých teplot. Jedná se zejména o exotermické reakce typu vaření a smažení.
Ve studii o účincích oxycholesterolu u králíků s indukovanou hypercholesterolemií bylo prokázáno, že ve srovnání s krmením králíků cholesterolem a neoxidovaným cholesterolem způsobovalo krmení králíků oxycholesterolem mnohem vyšší hladiny celkového cholesterolu a LDL cholesterolu. Ukazuje se také, že zvyšuje množství HCY a ADMA u králíků. Hojnost HCY (homocystein) vede k organismu s větší pravděpodobností poškození endoteliálních buněk, který pak může vést k onemocnění koronárních tepen. Ukázalo se, že ADMA (asymetrický dimethylarginin) má na člověka nepříznivé účinky ve formě kardiovaskulárních a metabolických onemocnění. Proto byl učiněn závěr, že přidání oxycholesterolu do stravy zvířat s hypercholesterolemií zvyšuje endotelovou dysfunkci a zánětlivou reakci. Tato činnost pak negativně ovlivňuje homeostázu i krevní a osmotický tlak. To má za následek zhoršený či úplně zastavený průtok krve koronárními tepnami což vede k následnému ucpání a v krajní situaci až k samotnému infarktu myokardu (též srdeční mrtvice).

## Patologie a patologická fyziologie
Tzv. "celkový cholesterol", který se skládá jak z LDL (Low density lipoprotein), tak z HDL (High density lipoprotein) je pro tělo nezbytný a je třeba zachovávat jeho rovnováhu. Studie, kterou provedl v Hongkongu Zhen-Yu Chen ukázala, že oxycholesterol je přítomen jako nízko denzitní lipoprotein a jeho chemická podstata je silnější nežli samotný LDL cholesterol. Představuje tak jeden z faktorů rozvoje aterosklerózy, který v důsledku stravovacím návykům populace exponenciálně roste.
Při jeho zvýšené hladině dochází ke snížené funkce tepen. Podle studií oxycholesterol snižoval jejich pružnost a potlačoval schopnost tepny roztáhnout svůj objem a pojmout tak více krve. Tato expanze může umožnit protékání více krve tepnami, které jsou částečně blokovány plaky, což potenciálně snižuje riziko, že se vytvoří sraženina a způsobí infarkt myokardu nebo cévní mozkovou příhodu. Samotné srdce je pak více zatěžováno. Tkáň vyživující srdce se ucpává tukovými kapénkami a srdce přestává přijímat dostatečné množství vyživujících látek. V důsledku tohoto jevu dochází ke vzniku krevní sraženiny (trombus), aterosklerotický plát praskne a nakonec dojde k zástavě oběhu krve myokardem, čímž dojde k infarktu myokardu nebo i k náhlé srdeční smrti. Srdce neopakuje srdeční cyklus pravidelně, dojde k srdeční arytmii a někdy až ke smrti.  

## Prevence
Důležité pro odbourávání cholesterolu a potlačování jeho ukládání v tepnách je především zdravá strava bohatá na antioxidanty. Tyto látky jsou, mimo jiné, schopné potlačit proces oxidace cholesterolu. Dobrým zdrojem antioxidantů je hlavně ovoce a zelenina, fazole a luštěniny a dokonce i některé bylinky a koření. Jako zdravé alternativy pro "fast-food", které obsahují antioxidanty jsou především celozrnné výrobky, ořechy a semena nebo čerstvá zelenina.
U statinů používaných k léčbě vyšší hladiny některých lipidů v krvi nebylo prokázáno, že také snižují hladinu oxycholesterolu.